# Zeichen des Chaos
Zeichen des Chaos ist der achte von zehn Romanen im Fantasy-Zyklus Die Chroniken von Amber des US-amerikanischen Autors Roger Zelazny. Er wurde erstmals 1987 als Sign of Chaos von Arbor House veröffentlicht. Auf Deutsch wurde der Roman unter dem Titel Zeichen des Chaos publiziert, der in der Übersetzung durch Irene Bonhorst 1995 bei Heyne erschien.

## Handlung
Merlin wird durch eine magische Karte von Luke in eine Bar teleportiert. Die Gäste der Bar sind Figuren aus Alice im Wunderland. Merlin benötigt eine Zeitlang, bis er die Zusammenhänge einordnen kann. Er kommt zu dem Schluss, dass er sich mit Luke in einer LSD-induzierten Halluzination befindet. Durch Lukes magische Kräfte über die Schatten hat er diese Halluzination wahr werden lassen.
Als ein Feuerengel (eine bösartige Kreatur aus dem Chaos) sie verfolgt, flieht er mit dem halluzinierenden Luke. Der Feuerengel wird in einem Kampf mit dem Jabberwock geschwächt und Merlin kann ihm mit dem Vorpal-Schwert den Garaus machen. Anschließend schafft Merlin es, ins Schloss zurückzukehren und lässt Luke ausnüchtern.
Er sucht seinen Stiefbruder Mandor auf, der glaubt, dass ihr Halbbruder Jurt möglicherweise versucht, Merlin zu töten, um den Thron des Chaos zu besteigen. Fiona kontaktiert sie und sie untersuchen einen Schattensturm. Merlin und Mandor kehren nach Amber zurück und entreißen dann zusammen mit Jasra Jurt und dem Zauberer „Maske“ die Feste der Vier Welten. Sie erfahren, dass Jurt sich (zumindest teilweise) wie Brand in einen lebenden Trumpf verwandelt hat und dass der Zauberer Maske in Wirklichkeit Merlins Ex-Freundin Julia ist.

## Verweise auf andere Werke
Auf der Flucht vor dem Feuerengel durchquert Merlin ein Blumenfeld, dessen Duft berauschend ist. Dies ist eine Anspielung auf Der Zauberer von Oz von L. Frank Baum.
Als Gäste in der Bar am Anfang des Buches trifft Merlin auf die Grinsekatze, Humpty Dumpty und den Hutmacher. Alles Figuren aus Alice im Wunderland.
Aus dem Nonsens-Gedicht Jabberwocky von Lewis Carroll sind die Figuren Jabberwock und der Bandersnatch entlehnt, ebenso wie das Vorpal-Schwert.
Im Gespräch mit Nayda bemerkt Merlin: „Ich würde gerne die Person kennenlernen, die die Berichte geschrieben hat. In einem Regierungsbüro wird möglicherweise ein großes kreatives Talent verschwendet.“ Zelazny arbeitete mehrere Jahre für die Sozialversicherungsverwaltung, bevor er aufhörte, um Vollzeit zu schreiben.

## Ausgaben
- Sign of Chaos. Arbor House, 1987, ISBN 0-87795-926-9.
  - Zeichen des Chaos. Heyne, 1995, ISBN 3-453-08008-4.